# Идаятов, Дадаш Курбат оглы
Дадаш Курбат оглы Идаятов (азерб. Dadaş Qürbət oğlu Hidayətov; дата рождения неизвестна) — советский азербайджанский строитель, лауреат государственной премии СССР (1986).

## Биография
Родился в Азербайджанской ССР.
С 1947 года — сварщик, позже трудился бригадиром электросварщиков Сумгаитского строительно-монтажного управления № 2 треста «Азнефтехиммонтаж». 
Достиг высоких результатов при выполнении пятилетних планов строительства, за высокое мастерство Дадашу Идаятову было присвоено звание сварщика 7-го разряда. Среди объектов, на которых работал Идаятов и его бригада — производственные участки сумгаитских объединений «Химпром» и «Оргсинтез», цех серной кислоты Сумгаитского суперфосфатного завода, газопровод к Сумгаитскому заводу синтетического каучука, газопроводы в городе Баку, установка ЭЛОУ-АВТ Ново-Бакинского нефтеперерабатывающего завода имени Владимира Ильича, промышленные объекты в Карадагском районе города Баку, городах Сиазань и Али-Байрамлы. В 1986 году бригада особо отличилась при строительстве нефтехимического комплекса по производству этилена и пропилена ЭП-300 на Сумгаитском заводе синтетического каучука, перевыполняя план в 1,5 раза.
Проявил себя не только как передовой рабочий, но и как наставник — подготовил более 40 будущих сварщиков.
Постановлением ЦК КПСС и Совета Министров СССР от 7 ноября 1986 года, за большой личный вклад в изыскание и использование внутренних резервов строительного производства Идаятову Дадашу Курбат оглы присуждена Государственная премия СССР.